# فصل شکار (فیلم)
«فصل شکار» (ترکی استانبولی: Av Mevsimi) فیلمی در ژانر جنایی، درام، و مرموز است که در سال ۲۰۱۰ منتشر شد. از بازیگران آن می‌توان به جم ییلماز، چتین تکیندور، ملیسا سوزن، و اوکان یالابیک اشاره کرد.

## موضوع فیلم
داستان در مورد ۳ کارآگاه دایرهٔ جنایی است که طی یک پروندهٔ قتل زندگی همهٔ آن‌ها دگرگون می‌شود.